# Gibsonburg

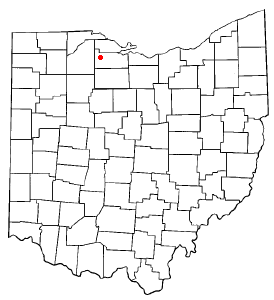
Gibsonburg na planie stanu Ohio

Gibsonburg – wieś w USA, w stanie Ohio, w hrabstwie Sandusky.
Liczba mieszkańców w 2010 roku wynosiła 2581, a w roku 2012 wynosiła 2602.